# Gayatri Joshi
Gayatri Joshi (Mumbai, 20 marzo 1977) è un'attrice e modella indiana.
Ha iniziato la sua carriera come modella nella sua città natale nel 1996, mentre studiava ancora. Nel 1999 ha partecipato a Miss India ed è arrivata tra le prime cinque.
Ha esordito a Bollywood nel 2004, nel suo finora unico film, accanto a Shah Rukh Khan, in Una luce dal passato (Swades). Per questa interpretazione ha vinto il premio come miglior attrice debuttante ai Bollywood Movie Awards, Star Screen Award, Zee Cine Award e Global Indian Film Awards.
Si è sposata con Vikas Oberoi il 27 agosto 2005.

## Filmografia
- Una luce dal passato (Swades), regia di Ashutosh Gowariker (2004)